# 노아 랑
노아 노엘 랑(네덜란드어: Noa Noëll Lang, 1999년 6월 17일 ~ )은 네덜란드의 축구 선수로, 현재 이탈리아 세리에 A의 나폴리 소속이다. 포지션은 윙어이다.